# Rostbukig stare
Rostbukig stare (Pholia sharpii) är en fågel i familjen starar inom ordningen tättingar.

## Utseende och läte
Rostbukig stare är en liten stare med ljust öga, blåsvart rygg, vit strupe och beigefärgad buk. Lätet är ett vasst ”sveep” och sången består av ett dämpad ljust klingande.

## Utbredning och systematik
Rostbukig stare förekommer fläckvist i Etiopien, sydöstra Sydsudan, östra Demokratiska republiken Kongo, Uganda, Kenya, Rwanda, Burundi och Tanzania. Fågeln placerades tidigare i släktet Poeoptera men lyfts allt oftare som här ut i det egna släktet Pholia.

## Levnadssätt
Rostbukig stare är en ovanlig och lokalt förekommande fågel som förekommer i bergsskogar. Den hittas i trädtaket, i par eller småflockar. Ofta kan den ses sitta synlig på torra grenar och andra utkiksplatser.

## Status och hot
Arten har ett stort utbredningsområde och en stor population, men tros minska i antal till följd av habitatförstörelse och fragmentering, dock inte tillräckligt kraftigt för att den ska betraktas som hotad. Internationella naturvårdsunionen IUCN kategoriserar därför arten som livskraftig (LC). Världspopulationen har inte uppskattats men den beskrivs som lokalt vanlig.

## Namn
Fågelns vetenskapliga artnamn hedrar Richard Bowdler Sharpe (1847-1909), brittisk ornitolog vid British Museum of Natural History 1872-1909.